# Luísa de Bourbon
Luísa Maria Teresa d’Artois (em francês: Louise Marie Thérèse d’Artois; Paris, 21 de setembro de 1819 – Veneza, 1 de fevereiro de 1864) foi uma princesa francesa, esposa do duque Carlos III e Duquesa Consorte de Parma e Placência, tendo atuado como regente durante a menoridade de seu filho, o duque Roberto I.

## Família
Luísa era a segunda filha de Carlos Fernando, Duque de Berry e de Maria Carolina das Duas Sicílias. O avô paterno foi o rei Carlos X de França. Após a morte do pai, ela e o irmão Henrique, Conde de Chambord, foram viver com a tia Maria Teresa, Duquesa d'Angoulême (filha de Luís XVI e de Maria Antonieta de Áustria) em Frohsdorf, próximo a Viena.

## Casamento e filhos

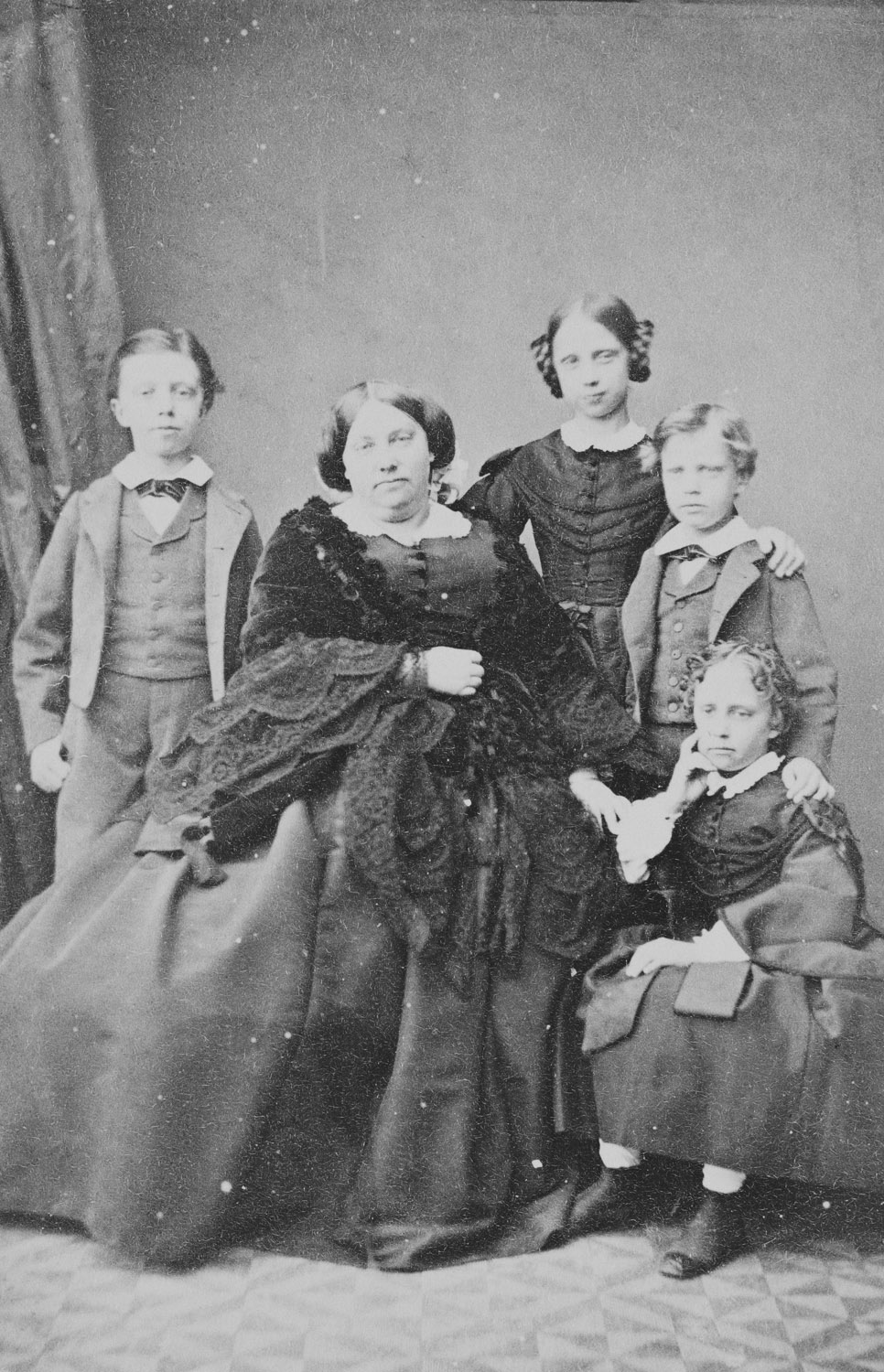
Luísa d'Artois e seus filhos

Casou-se em 10 de novembro de 1845 com Carlos III, duque de Parma, filho de Carlos II de Parma e de Maria Teresa de Saboia. Tiveram quatro filhos:
- Margarida de Bourbon-Parma (1847-1893), casada com Carlos Maria Isidro de Bourbon, infante de Espanha e pretendente carlista ao trono espanhol.

- Roberto I de Parma (1848-1907), casado com Maria Pia das Duas Sicílias e, em segundas núpcias, com Maria Antonia de Bragança, infanta de Portugal.

- Alice de Bourbon-Parma (1849-1935), casada com Fernando IV da Toscana.

- Henrique de Bourbon-Parma (1851-1905), casado com Maria Luísa das Duas Sicílias e, em segundas núpcias, com Aldegundes de Bragança, infanta de Portugal.

## Morte
Luísa morreu em 1 de fevereiro de 1864, aos 44 anos, no Palácio Giustinian, em Veneza. Foi sepultada na cripta do avô Carlos X ,no convento franciscano de Castagnavizza.

## Títulos e estilos
- 21 de setembro de 1819 - 10 de novembro de 1845: Sua Alteza Real Luísa d'Artois, Filha da França
- 10 de novembro de 1845 - 17 de dezembro de 1847: Sua Alteza Real a Princesa Herdeira de Lucca
- 17 de dezembro de 1847 - 19 de abril 1849: Sua Alteza Real a Princesa Herdeira de Parma
- 19 de abril de 1849 - 27 de março de 1854: Sua Alteza Real a Duquesa de Parma
- 27 de março de 1854 - 3 de dezembro de 1859: Sua Alteza Real a Duquesa Viúva de Parma, Regente de Parma
- 3 de dezembro de 1859 - 1 de fevereiro de 1864: Sua Alteza Real a Duquesa Viúva de Parma